# Saved (série de televisão)
Saved é uma recente série médica exibida originalmente pela TNT, com Tom Everett Scott interpretando o personagem principal, Wyatt Cole, uma paramédico problemático viciado em jogos de pôquer.
A série estreou em 12 de Junho de 2006, e seu episódio piloto, A Day in the Life, obteve uma audiência de cerca de 5.1 milhões de espectadores. 
Não há previsão para estréia no Brasil.
Em Portugal a série estreou no canal FOX a 15 de Outubro de 2008,

## Premissa
Wyatt Cole é um paramédico nativo de Portland, Oregon, dono de um preocupante vício em jogos de pôquer que, após largar a faculdade de Medicina, tornou-se paramédico, para desgosto de sua família, em especial seu pai, um famoso cirurgião. 
A série mostra os altos e baixos de sua vida, conforme ele tenta enfrentar seus problemas e balancear a adrenalina que seu trabalho como paramédico oferece com a caótica vida pessoal que possui.

## Elenco
Tom Everett Scott — Wyatt Cole 
Omari Hardwick — John "Sack" Hallon 
Elizabeth Reaser — Alice Alden, M.D. 
Tracy Vilar — Angela De La Cruz 
Michael McMillian — Harper Sims 